# Маргарета Беккер
Маргарета Беккер (англ. Margareta Becker) була співробітницею Американського музею природознавства.

## Біографія
У 1971 році Маргарета Беккер працювала над зразками для англ. Guy Musser у зв'язку з експедиціями англ. Richard Archbold. Вона супроводжувала Массера під час його поїздки до центрального Сулавесі в 1976 році; вона виступала як фотограф експедиції

## Вшанування
Як Массер говорить у своєму описі, «рід Margaretamys названий на честь Маргарети Беккер, яка поділилася пригодами життя і роботи в пралісах Центрального Сулавесі».